# カイコウラ
カイコウラ（英称：Kaikoura [kaɪˈkɔːrə]）は、ニュージーランド南島・カンタベリー地区北東部、東海岸に面したカイコウラ半島に位置する港町。ニュージーランド国内ではホエールウオッチングで有名な観光地である。人口は2,400人（2020年）。カイコウラはマオリ語で“クレイフィッシュ（イセエビの一種）を食べる”（Kai=meal/food, Koura=cray fish）を意味する。

## 歴史
900年以上前に、ニュージーランドの先住民族マオリ族の部族が巨鳥モアを追いかけ現在のカイコウラへ入植する。1770年にジェームズ・クックがカイコウラ半島を発見して以降、ヨーロッパからの移民入植が開始される。1843年に最初の捕鯨基地が設立され捕鯨が開始される。1850年以降、鯨の生息数が激減し、捕鯨から農業、酪農などへ産業移転する。1964年にニュージーランドの捕鯨活動は停止される。1978年に海洋哺乳類保護法が施行され、鯨、イルカ、オットセイなど海洋哺乳類の保護活動が開始される。1980年代後半にマオリ族出身者の失業問題や低迷する地域経済の立て直しをきっかけに環境保護と観光業を合わせもつエコツーリズム会社を設立。カイコウラの地理的な条件、環境を活用したホエールウオッチングが成功し、国内外から年間100万人を超える旅行者が鯨、イルカ、オットセイなどの海洋生物の見学ツアーに参加している。

## 地形
カイコウラ半島と東岬の間に水深1000ファゾムから2000ファゾムのヒカランギ海溝が存在する。暖流と寒流が交差するヒカランギ海溝では漁場が発達し豊富なプランクトンにイカ、リング（タラ科の魚）などの魚が集まり、プランクトン、魚介類をエサにする鯨、イルカが集まってくる。南アルプス山脈から分岐したカイコウラ山脈（シーワード・カイコウラ山脈とも呼ばれる）には、マナカウ山（標高2,608m）、ファイフ山（標高1,602m）ほか山脈が連なる。

## 観光
年間を通じてほぼ毎日、ホエールウオッチング、イルカと泳ぐツアーなど、各種エコツアーが開催されている。町には小規模な宿泊施設、商店、飲食店、工芸品店などがあり、国内外から多くの旅行者が訪れる。

### 主なエコツアー
- ホエールウオッチング：船に乗り沖合いへ移動し、海底から浮上してきた鯨（マッコウクジラ）や季節ごとに沿岸を回遊する鯨類（ザトウクジラ、シロナガスクジラ、ミナミセミクジラ、シャチなど）を観察するツアー。船の出航前や船上でガイドから鯨観察における基本的な注意事項、説明を受ける。ガイドの指示に従い写真撮影もできる人気のツアー。海洋条件によるが、イルカの群れと遭遇することもよくある。気象条件によりツアーが中止になることもあるため事前確認、乗船前確認を推奨。

- ドルフィン・スイミング：船に乗り沖合いへ移動し、保護スーツ、シュノーケルなどの水中用具を身につけイルカと泳ぐツアー。船の出航前や船上でガイドから基本的な注意事項、説明（イルカに触らない、追いかけない、水中での体の動かし方など）を受ける。気象条件によりツアーが中止になることもあるため事前確認、乗船前確認を推奨。ツアー会社により海に入らない観察のみのツアーもある。泳げる種類はハラジロカマイルカ、シャチ、希少種であるセッパリイルカなどであり、時にはクジラとイルカが混合して泳ぐこともある。なおその場合、クジラと泳ぐことは禁止されているので、スイマー達は一旦船上に引き上げなければならなくなる。

- ファーシール・スイミング：船に乗り沖合いへ移動し、保護スーツ、シュノーケルなどの水中用具を身につけオットセイと泳ぐツアー。

- シール・コロニー：ニュージーランド・オットセイ、海鳥、アルバトロス（アホウドリの一種）の生息地、繁殖保護区。カイコウラ半島の砂地や芝生、岩場など。

この他にも、アホウドリを中心とした海鳥専門のツアーもあるほか、小型飛行機（セスナ）やヘリコプターをチャーターして上空からクジラを探すものまである。

## 環境

### グリーン・グローブ
グリーン・グローブは持続可能な旅行・観光産業を目指すための国際標準評価基準、認証システム。高水準の環境整備と品質保持を目的とする取り組み。カイコウラは2002年に、地域コミュニティーとしてグリーン・グローブに認定されている。年間を通して地域人口の300倍を超える旅行者が訪れるカイコウラでは観光への環境対策・保全活動が重要課題であり、観光業・地域コミュニティ・自然環境が一体となり、ゴミの削減、リサイクル運動の促進、省エネ活動、植林活動など、町全体での自然環境に対する取り組みを行っている。

## 交通・アクセス
- クライストチャーチから国道1号線（State Highway 1）を北上し、車または高速バスで2.5時間～3時間の移動時間。ピクトンから2時間程度の移動時間。クライストチャーチから出発する日帰りツアーに参加する旅行者が多く、年間を通じてほぼ毎日、ツアーが開催されている。
- クライストチャーチとピクトンから鉄道を利用しカイコウラ入りすることもできるが、鉄道本数が少ないため、鉄道利用には事前確認を推奨。行きまたは帰りのどちらかが鉄道利用のツアー(クライストチャーチ発の場合)もある。